# Michel Ancel
Michel Ancel, né le 29 mars 1972 à Monaco, est un ancien concepteur français de jeux vidéo. Il est à l'origine de la série Rayman. Il a fondé le studio Wild Sheep Studio.

## Biographie

### Origines
Durant ses premières années Michel Ancel voyage dans de nombreux pays au gré des affectations de son père, militaire. C'est en Tunisie qu'il découvre une console de jeu vidéo. Dès lors, Michel se met à imaginer des concepts et à bidouiller sur son ordinateur. Il arrête le lycée en première, à 16 ans.

### Débuts professionnels
Il commence par exercer la fonction de demomaker (programmeur de démonstrations graphiques) et après un premier projet de shoot-them-up avorté (intitulé Mechanic Warriors), qu'il avait proposé à Lankhor, il finit par intégrer la société Ubisoft en 1989 comme graphiste indépendant.
Il participe alors au développement de The Intruder et de The Teller.

### Percée dans l'univers du jeu vidéo
En 1992, il devient salarié d'Ubisoft et dirige le développement d'un jeu de plates-formes original, Rayman, dont le premier volet sort en 1995 sur Jaguar, PlayStation et Saturn. Le titre rencontre un succès international. C'est d'ailleurs en retrouvant un vieux dessin d'adolescent représentant un héros sans bras ni jambe que Michel Ancel eut l'idée du design atypique de Rayman.
Michel se penche après sur Tonic Trouble (1999) sur Nintendo 64, un autre jeu de plates-formes/action, mais il abandonne finalement le projet en cours de réalisation pour travailler sur Rayman 2: The Great Escape (1999), aidant son héros à franchir le cap de la 3D. Les jeux de la franchise Rayman, adaptés sur la plupart des plates-formes du marché, se sont vendus à plus de 15 millions d'exemplaires dans le monde au total.
Dans ses nouveaux studios de Montpellier, il se focalise sur un jeu d'aventure ambitieux censé se dérouler en trois parties et pour lequel il entreprend un énorme travail d'écriture. Beyond Good and Evil sort en 2003 sur PC, PlayStation 2, GameCube et Xbox. Malgré les qualités reconnues par la critique, le titre ne reçoit pas l'accueil escompté et tous les projets de suites sont alors avortés, du moins temporairement.
Le jeu a toutefois été remarqué par le cinéaste néo-zélandais Peter Jackson qui, déçu par les adaptations vidéoludiques du Seigneur des anneaux par Electronic Arts, décide de faire appel au français pour transposer sur consoles son nouveau long métrage King Kong. Michel Ancel ressort très enthousiaste de cette collaboration internationale, livrant un jeu d'aventure immersif et sensible qui le remet sur le devant de la scène[réf. nécessaire].

### Participation à diverses productions
Fin 2006, il est crédité en tant que character designer sur Rayman contre les lapins crétins.
En mai 2008, alors que les projets de suite de la franchise semblaient annulés, Ubisoft dévoile Beyond Good and Evil 2. Quelques mois plus tard, Michel Ancel indique lors du Video Games Live à Paris que le titre est en développement depuis 2007, l'homme ayant carte blanche pour son nouveau projet.
Il est dévoilé lors de l'E3 2010 que Michel Ancel travaille à la tête d'une équipe de développement de 5 personnes sur un nouvel épisode de Rayman en 2 dimensions : Rayman Origins. Cet épisode sorti en 2011 se veut comme un retour aux sources de la série et l'ambassadeur du nouvel outil de développement du studio : l'UbiArt Framework.
Lors du Montpellier In Game en juin 2010, il déclare qu'il travaille toujours sur Beyond Good and Evil 2 et justifie les délais de développement par son souhait de « garder une petite équipe afin de garder une certaine créativité ».
En août 2013 sort la dernière production de sa carrière Rayman Legends, suite directe à l'opus de 2011.
Lors de la conférence Sony organisée avant la Gamescom 2014, Michel Ancel annonce un nouveau projet, Wild, annoncée comme une exclusivité PlayStation 4. Ce titre est le premier jeu développé par Wild Sheep, le studio indépendant qu'il cofonde cette année-là. Outre son travail sur Wild, Michel Ancel annonce continuer en parallèle ses projets au sein d'Ubisoft.
En octobre 2016, il provoque un petit engouement sur le web[non neutre] en montrant des photos et vidéos d'une version cartouche pour Super Nintendo d'un épisode de Rayman, qui a par la suite été abandonné. La version semble jouable, bien que toujours à l'état prototype.
Il apparaît de nouveau publiquement lors de l'E3 2017, à la suite de la diffusion de la bande-annonce de Beyond Good and Evil 2. Il présente dans le même temps le Space Monkey Program ayant pour but de faire participer la communauté au développement du jeu. Si aucune date de sortie n'est dévoilée, le jeu est annoncé pour PlayStation 4, Xbox One et PC.

### «Management toxique» et fin de carrière dans l'industrie du jeu vidéo
En septembre 2020, Michel Ancel annonce publiquement se retirer du milieu vidéoludique, se consacrant désormais à la création d'un sanctuaire pour animaux. Corentin Lamy pour Le Monde indique que cette démission se fait « sur fond d'enquête interne ». Dans une enquête pour Libération, Erwan Cario et Marius Chapuis évoquent « un directeur créatif aux méthodes toxiques ». Néanmoins, Michel Ancel se défend en rétorquant que ces déclarations sont fausses. Il accuse également le journal Libération de propager des « fake news » (infox en français), et leur demande des excuses.

### Reconversion professionnelle et retour controversé dans l'industrie
Après sa carrière dans le jeu vidéo, Michel Ancel est devenu activement engagé dans l'écologie en participant à la création d'un refuge animalier. En 2022, il crée sa propre société baptisée Ekomojo. Cette dernière a pour rôle de renaturaliser les oasis sauvages.
Michel Ancel revient pour un nouveau projet de Rayman comme consultant, ce qui suscite la controverse.

## Ludographie
- Pick 'n Pile (1990) – scénariste
- Rayman (1995) – concepteur et designer[13]
- Tonic Trouble (1999) – concepteur
- Rayman 2: The Great Escape (1999) – concepteur, designer[13]
- Rayman M (2001) – character designer
- Rayman 3: Hoodlum Havoc (2003) - designer
- Beyond Good and Evil (2003) – directeur, designer, scénariste[13]
- Peter Jackson's King Kong (2005) – directeur créatif, game designer[13]
- Rayman contre les lapins crétins (2006) – character designer[13]
- Rayman contre les lapins encore plus crétins (2007) – character designer[13]
- Rayman Origins (2011) - directeur, concepteur, designer[13]
- Rayman Legends (2013) - directeur, concepteur, designer
- Wild (NC) - ?
- Beyond Good and Evil 2 (NC) - directeur créatif jusqu'en 2020

## Distinctions
- Chevalier de l'ordre des Arts et des Lettres. Le 13 mars 2006, Michel Ancel, Shigeru Miyamoto et Frédérick Raynal sont faits Chevalier de l'ordre des Arts et des Lettres par le ministre de la Culture, Renaud Donnedieu de Vabres[14].